# Jacques Charles de Manson
Pour les articles homonymes, voir Manson.
Jacques Charles de Manson, né le 10 septembre 1724 aux Baux-de-Provence (Bouches-du-Rhône), mort le 4 janvier 1809 à Munich (Allemagne), est un général de brigade de la Révolution française.

## États de service
Il entre en service le 25 avril 1741, comme surnuméraire dans l’artillerie, et il est nommé sous-lieutenant en 1744. Il participe à la guerre de Sept Ans dans la brigade du général Louis- Philippe Taboureau de Villepatour, et il se distingue le 13 avril 1759, à la bataille de Bergen. Il est élevé au grade de major le 1er février 1766.
Il passe colonel le 9 mai 1779, et il est promu maréchal de camp le 9 mars 1788. Le 1er avril 1791, il devient inspecteur général d’artillerie, et voulant rester fidèle à la monarchie, il démissionne le 25 août 1792. Il émigre et fait toutes les campagnes de cette époque dans les armées des princes. Il est fait Grand-croix de Saint-Louis en 1797. 
Après avoir suivi le prince de Condé en Russie, il revient en Allemagne, après le licenciement ordonné par Paul 1er. 
En 1800, il est nommé lieutenant-général et commandant en chef de l’artillerie bavaroise par le nouvel électeur Maximilien 1er qui l’a connu en France. Il occupe ce poste très important jusqu’à sa mort le 4 janvier 1809 à Munich.

## Ouvrages
- Jacques Charles de Manson, Tables des constructions des principaux attirails de l'artillerie proposées ou approuvées depuis 1764 jusqu'en 1789, Paris, 1789. en collaboration avec le général de Gribeauval.
- Jacques Charles de Manson, Traité du fer et de l'acier: Système des Nations Unies container raisonné sur Leur nature, la construction des fourneaux, les procédés suivis dans les différents travaux des forges, et l’emploi de ces deux métaux., Strasbourg, 1804.

## Sources
- (en) « Generals Who Served in the French Army during the Period 1789 - 1814: Eberle to Exelmans »
- Biographie universelle ancienne et moderne ou histoire par ordre alphabétique, tome 72, Paris, imprimerie de Bruneau, 1843, p. 487.
- Étienne Charavay, Correspondance général de Carnot, tome 1, imprimerie Nationale, 1893, p. 415.